# Тирана (округ)

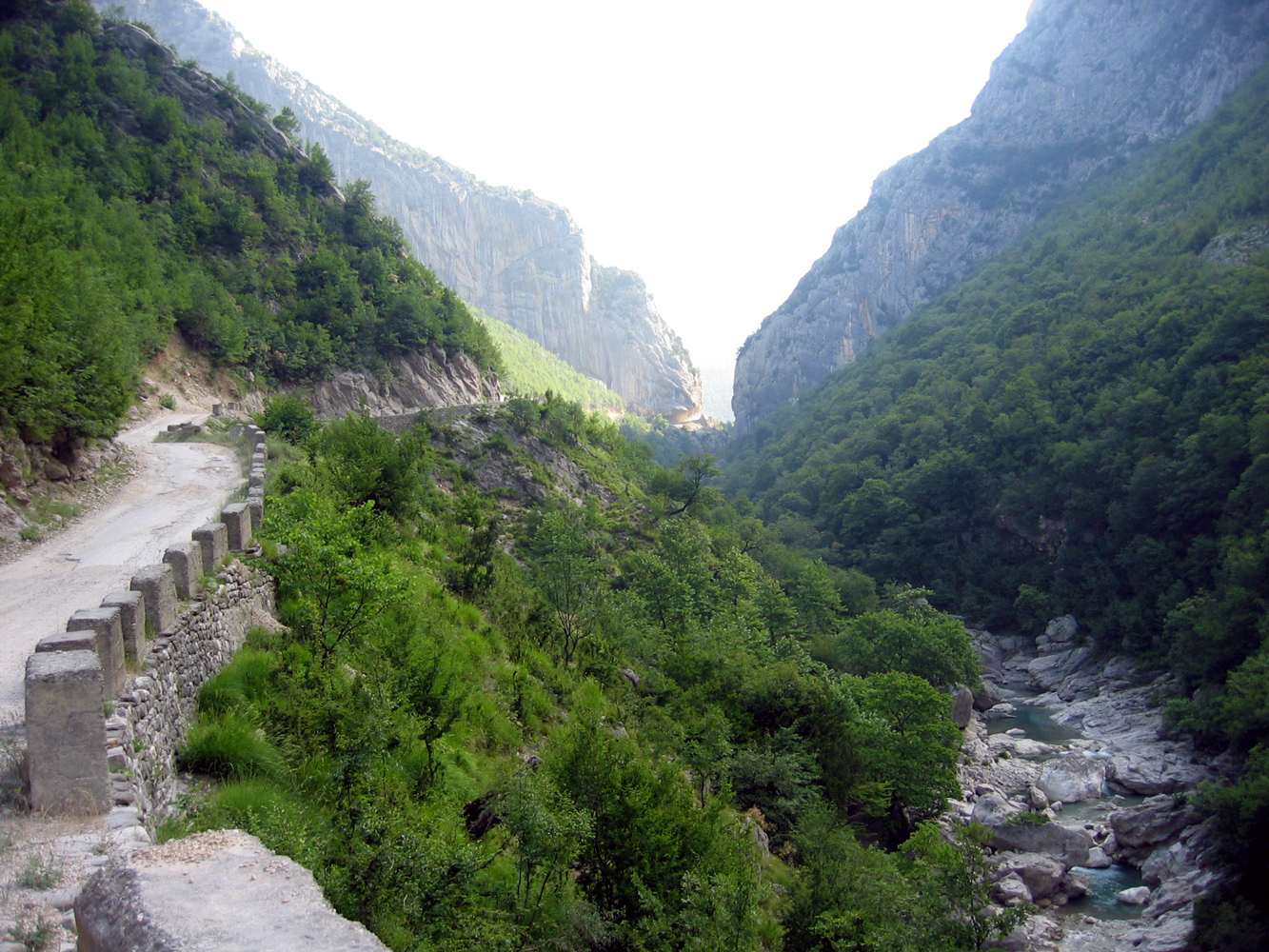
Ущелье реки Тирана

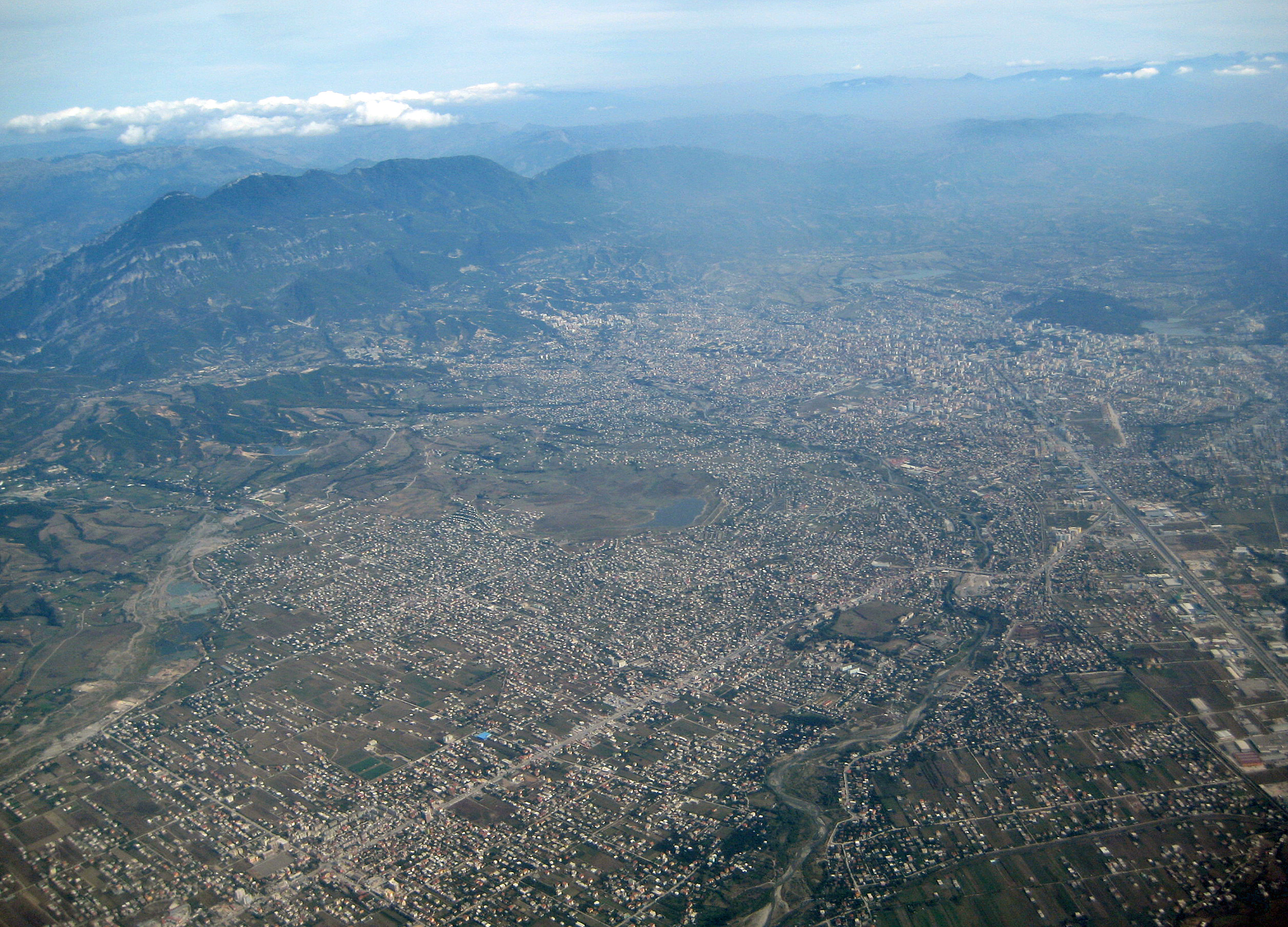
Окрестности Тираны, 2008 год

Тирана (алб. Rrethi i Tiranës) — один из 36 округов Албании.
Округ занимает территорию 1238 км² и относится к области Тирана. Административный центр и столица Албании — город Тирана.

## Географическое положение
Географически округ можно разделить на три части: равнину, простирающуюся от южной окраины города Тирана на северо-запад в направлении Адриатического моря, холмистую местность к западу и югу от неё и горы, примыкающие к равнине и холмам с востока.
Тиранская равнина образована наносами берущих своё начало в горах рек Зеза, Теркуза, Тирана и Лана, сливающихся на севере в Ишми.
После ликвидации социалистического строя Тиранская равнина и город Тирана испытали на себе наибольшие преобразования в Албании. Тирана стала большим городом с новыми районами. В северо-западной части Тираны в местечке Камза возникли трущобы, где поселились тысячи беженцев с севера Албании. Вокруг города, особенно вдоль дороги на Дуррес, пересекающей долину в южном направлении, появились многочисленные предприятия. Первой ласточкой стала албанская фабрика «Кока-колы», затем автомобильные концерны, транспортные экспедиции и оптовые склады, а также торговые центры. По дороге на север в восточной части равнины находятся строительные фирмы и склады стройматериалов. На северо-западе — международный аэропорт Тираны, часть которого находится на территории соседнего округа Круя. Кроме промышленности большое значение по-прежнему имеет сельское хозяйство. К востоку от аэропорта раньше добывался каменный уголь.
Холмы ограничивают прямой выход Тираны к морю и городу Дуррес. Отроги тянущейся с севера гряды холмов Kodra e Gjatë западнее Тираны достигают высоты 491 м. По мере приближения к морю холмы становятся всё ниже и заканчиваются мысом Kepi i Rodonit в 50 км к северо-западу от Тираны. У Воры в холмах есть небольшой проём высотой около 60 м. Здесь проходят железная дорога, автобан и линия высокого напряжения. Далее к югу, в долине течет горная речка Эрзени, широкой дугой огибая холмы. К югу от Эрзени начинается гряда холмов Kodrat e Krabës, вырастающая по мере своего приближения к югу до 932 м. Она образует естественную преграду между Тираной и Эльбасаном в долине реки Шкумбини. Сквозь эту гряду, недалеко от наивысшей её точки, ведёт единственная дорога.
Недалеко от шахтёрского посёлка Крраба, где велась добыча угля, холмы постепенно переходят в горы. В северном направлении контраст между ними становится резким. Горная цепь Круя возвышается над равниной, её вершина Дайти (1613м) находится едва ли в десяти километрах от центра Тираны. Вместе с лежащей южнее горой Приска (Priska) (1353м) Дайти образует центральную часть национального парка территорией 29 384 га, охватывающего также большую часть гор Круя. В горах есть несколько глубоких ущелий: все реки пересекают лежащую в северо-южном направлении горную цепь с востока на запад. На северной границе округа в одном из таких ущелий запружена река Теркуза, образовав озеро Bovilla, самое крупное водохранилище округа объёмом 8 000 000 м³. Два других ущелья образуют река Тирана к северу от Дайти и Эрзени к югу от г. Приска. За этой горной цепью начинается недоступная горная страна. Восточную границу округа образует следующая за ней горная цепь. Её наивысшая вершина, гора Shën Noi i Madh (1848м) одновременно является и самой высокой точкой округа. Эта цепь образует водораздел между долиной реки Мати и границей с округом Мати. Следующей частью этой цепи является Mali me Gropa (рус. гора в дырках): унылый ландшафт с многочисленными карстовыми воронками и напоминающий лунную поверхность. Самая высокая точка здесь — Maja e Miçeku të Shënmërisë (1828м).

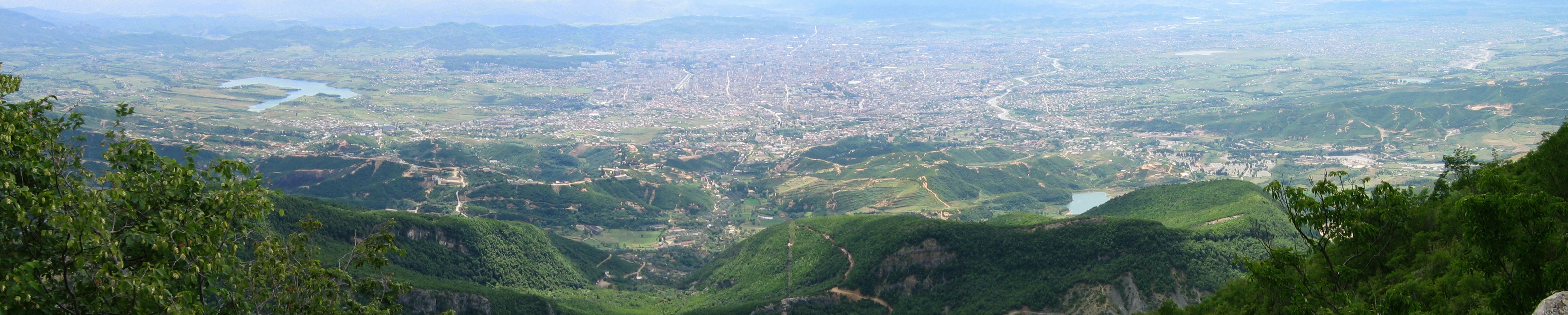
Вид на Тиранскую долину с горы Дайти

## История
Хотя город Тирана был основан лишь в 1614 году, регион имеет давнюю историю. Люди поселились здесь ещё в каменном веке. У подножия горы Дайти у Rrëza e Dajtit и в большой пещере Pëllumbas в ущелье реки Эрзени (Gryka e Skronës) были обнаружены многочисленные археологические находки, датируемые каменным веком и более поздними эпохами. К железному веку относится крепостное сооружение Kalaja e Dorzit на высоком холме в 20 км юго-западнее Тираны. Это укрепление окружено каменной стеной длиной 300 м. Следующая крепость принадлежала уже иллирийской эпохе (3-2 тысячелетие до н. э.): крепость Persqop была расположена на горе к востоку от деревни Петрела (Petrela). Сохранился лишь фрагмент каменной стены длиной 30 м и высотой 6 м. В крепости было найдено также и древнее захоронение.
В позднюю античность и средние века появились прочие крепости, призванные защищать и контролировать территорию региона и его торговые пути. В районе Тираны дороги, ведущие с севера на юг, перекрещивались с дорогами, ведущими от побережья в центральные районы Балканского полуострова. Самой известной и доступной крепостью была крепость Петрела, являвшаяся в XV веке частью защитных укреплений Скандербега. Крепость построена на высокой горе западнее деревни, с неё открывается вид на всю долину Эрзени. Первые укрепления здесь появились, вероятно, ещё в III веке. В XI веке они были расширены и служили опорным пунктом для многочисленных правителей Центральной Албании. Позднее добавилась обводная стена, защищавшая маленькую, но героическую крепость. Во времена Скандербега она являлась частью единой защитной системы, внутри которой оповещение об опасности осуществлялось от одной крепости к другой.

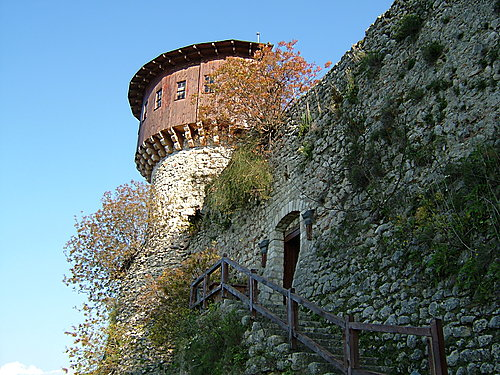
Крепость Петрела

На западном склоне Дайти на высоте 1200 м находятся руины крепости Дайти, сооружённой в IV веке и позволявшей контролировать большие территории. Далее можно назвать крепость на северо-западном склоне Дайти у деревни Tujan приблизительно той же эпохи и контролировавшей через ущелье реки Тирана ведущую на восток дорогу. В VI веке Юстиниан I велел заложить крепость на территории современного центра города Тирана. В противоположность прочим крепостям она стоит не на горе, а на равнине. Остатки мозаичной росписи в древней христианской церкви в Тиране немногим старше её. В западной части Тиранской равнины до наших дней сохранилась крепость Preza, сооружённая предположительно лишь в XV веке и также являвшаяся частью защитных укреплений Скандербега. Следующие укрепления находились вблизи деревни Ndroq, в самом узком месте долины Эрзени на западе, около деревни Lalmi на юго-западной окраине Тираны на северном берегу Эрзени и около деревни Shën Gjergj на востоке округа по дороге, ведущей в округ Мат и Дибру.
В 1902 году вблизи деревни Vrap на юго-западе округа крестьянин нашёл на своём поле клад из золотых и серебряных монет, в котором среди прочего находились ещё 9 золотых и 30 серебряных сосудов и украшения. Все вещи были созданы аварами в VIII веке. 39 предметов этого клада находятся сейчас в музее искусств «Метрополитен» в Нью-Йорке.
Во время Второй мировой войны холмы и горы, окружающие Тирану, служили убежищем албанским партизанам. В деревне Peza к юго-западу от Тираны 16 сентября 1942 года на так называемой Пезанской конференции было создано Национальное освободительное движение. А в 1943 году в деревне Mukja севернее Тираны албанские коммунисты и националисты договорились о совместной работе албанского сопротивления против фашистских захватчиков.

## Транспорт

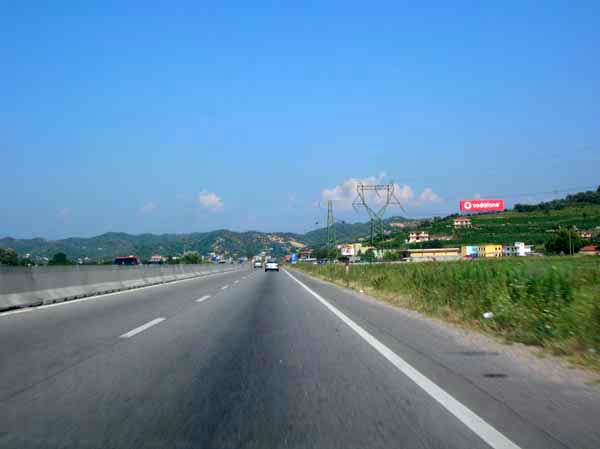
Автобан Тирана-Дуррес

Тирана была основана на пересечении древних торговых путей. В наши дни столица Албании и сама является узловым пунктом автомобильных дорог, правда пока только в трёх направлениях: на север, юг и запад. Имеется железнодорожное сообщение и единственный международный аэропорт в Албании. Многие населенные пункты, лежащие вне данных дорог, до сих пор являются труднодоступными.
Автобан и железная дорога идут из Тиранской долины в северо-западном направлении. Вдоль этих дорог по пути в Дуррес в последнее время появились многочисленные предприятия услуг и промышленности. Другим узловым пунктом является Вора, на полпути между Тираной и Дурресом. Отсюда ведёт дорога в аэропорт и в Северную Албанию, а также железнодорожная ветка в Шкодер.
Другие важные дороги ведут из Тираны прямо на север, в Дуррес через южное направление и в Эльбасан через горы Крраба. Дорога на восток через горы пока остаётся только в планах. Общее состояние дорог в стране оставляет желать лучшего: единственный автобан в стране длиной всего несколько десятков километров, до 1991 года частная собственность на машины была запрещена, и теперь дороги не справляются с всё растущим потоком машин. Кроме того, выхлопы машин, большинство из которых старого выпуска, плохо рассеиваются в долине, что стало серьёзной проблемой. Общественный транспорт представлен исключительно автобусами.

## Административное деление
На территории округа расположены три города: Тирана, Вора и Камез и общины: Baldushk, Bërzhita, Bërxull, Dajt, Farka, Kashar, Крраба, Ndroq, Pashkuqan, Petrela, Peza, Preza, Shëngjergj, Vaqarr, Zall Bastar, Zall Herr.